# Soraya Arnelas
Soraya Arnelas Rubiales (n. 13 septembrie 1982, Valencia de Alcántara), cunoscută și numele de scenă Soraya, este o cântăreață spaniolă. Soraya a reprezentat Spania la Concursul Muzical Eurovision 2009 în Moscova, Rusia cu piesa "La noche es para mí" clasându-se pe poziția a 23-a cu 23 puncte.
Vorbește trei limbi (engleză, portugheză – are niște origini portugheze – și spaniolă).

## Discografie

### Albume
| An   | Titlu | Poziții în topuri | Certificări     |
| An   | Titlu | SPA               | Certificări     |
| ---- | --- | ----------------- | --------------- |
| 2005 | Corazón De Fuego - 1st Studio Album - Lansat: 5 December 2005 - Label: Vale Music / Santander Records          | 13                | - SPA: Platinum |
| 2006 | Ochenta's - 2nd Studio Album - Lansat: 21 November 2006 - Label: Vale Music / Universal                        | 5                 | - SPA: Platinum |
| 2007 | Dolce Vita - 3rd Studio Album - Lansat: 11 September 2007 - Label: Vale Music / Universal                      | 5                 | - SPA: Gold     |
| 2008 | Sin Miedo - 4th Studio Album - Lansat: 14 October 2008 - Re-lansat: 5 May 2009 - Label: Vale Music / Universal | 21                | _               |
| 2010 | Dreamer - 5th Studio Album - Lansat: 28 September 2010 - Re-lansat: 17 May 2011 - Label: Sony Music            | 8                 | _               |
| 2013 | Universe In Me - 6th Studio Album - Lansat: 11 November 2013 - Re-lansat: - Label: Valentia Records            | 31                | _               |

### Single-uri
| An   | Single                                            | Poziții în topuri | Poziții în topuri | Poziții în topuri | Poziții în topuri | Poziții în topuri | Poziții în topuri | Poziții în topuri | Poziții în topuri | Poziții în topuri | Poziții în topuri | Poziții în topuri | Album             | Certificări |
| An   | Single                                            | SPA               | SPA Download      | SPA Airplay       | SWE               | FRA               | FRA Download      | FRA Club          | BEL               | RUS Airplay       | POL               | EUR               | Album             | Certificări |
| ---- | ------------------------------------------------- | ----------------- | ----------------- | ----------------- | ----------------- | ----------------- | ----------------- | ----------------- | ----------------- | ----------------- | ----------------- | ----------------- | ----------------- | ----------- |
| 2005 | "Mi Mundo Sin Ti"                                 | —                 | —                 | —                 | —                 | —                 | —                 | —                 | —                 | —                 | —                 | —                 | Corazón De Fuego  |             |
| 2006 | "Corazón De Fuego"                                | —                 | —                 | —                 | —                 | —                 | —                 | —                 | —                 | —                 | —                 | —                 | Corazón De Fuego  |             |
| 2006 | "Self Control"                                    | —                 | 10                | —                 | —                 | —                 | —                 | —                 | —                 | —                 | —                 | —                 | Ochenta's         | Spa: Gold   |
| 2007 | "Call Me"                                         | —                 | 14                | —                 | —                 | —                 | —                 | —                 | —                 | —                 | —                 | —                 | Ochenta's         |             |
| 2007 | "La Dolce Vita"                                   | —                 | —                 | —                 | —                 | —                 | —                 | —                 | —                 | —                 | —                 | —                 | Dolce Vita        |             |
| 2008 | "Words"                                           | —                 | —                 | —                 | —                 | —                 | —                 | —                 | —                 | —                 | —                 | —                 | Dolce Vita        |             |
| 2008 | "Sin Miedo"                                       | 32                | —                 | —                 | —                 | —                 | —                 | —                 | —                 | —                 | —                 | —                 | Sin Miedo         |             |
| 2009 | "La Noche Es Para Mí" (ESC 2009)                  | 9                 | —                 | —                 | 25                | —                 | —                 | —                 | —                 | —                 | —                 | —                 | Sin Miedo         |             |
| 2010 | "Live Your Dreams" (feat. Antoine Clamaran)       | —                 | 41                | 18                | —                 | 11                | 47                | 8                 | 51                | 20                | 16                | 40                | "Dreamer"         |             |
| 2010 | "Dreamer"                                         | —                 | —                 | —                 | —                 | —                 | —                 | —                 | —                 | —                 | —                 | —                 | "Dreamer"         |             |
| 2011 | "Stick Shift" (feat. Antoine Clamaran)            | —                 | —                 | —                 | —                 | —                 | —                 | 14                | —                 | 265               | —                 | —                 | "Dreamer"         |             |
| 2012 | "Feeling You" (feat. Antoine Clamaran & Vince M.) | 47                | —                 | —                 | —                 | 183               | —                 | 18                | —                 | 211               | —                 | —                 | Non album single  |             |
| 2013 | "Con Fuego" (feat. Aqeel)                         | 29                | —                 | 39                | —                 | —                 | —                 | —                 | —                 | —                 | —                 | —                 | Non album single  |             |
| 2013 | "Plastic"                                         | 25                | —                 | 28                | —                 | —                 | —                 | —                 | —                 | —                 | —                 | —                 | '"Universe In Me" |             |
| 2014 | "Neon Lovers / Amantes De Neón"                   | —                 | —                 | 45                | —                 | —                 | —                 | —                 | —                 | —                 | —                 | —                 | '"Universe In Me" |             |

- Notă: Până în ianuarie 2009, Spain's Top 50 Singles Charts se baza doar pe vânzările fizice ale discurilor single. Din ianuarie 2009, regulamentul clasamentului a fost schimbat pentru a include și vânzările digitale. Because Soraya's label did not release commercial CD singles of her past singles, her singles were not eligible for charting within the official Top 50 in Spain, even though they her singles received heavy airplay and rotation within Spain.

### Ca artist secundar
| An   | Single                                           | Poziții în topuri | Poziții în topuri | Poziții în topuri | Poziții în topuri | Poziții în topuri | Poziții în topuri | Poziții în topuri | Poziții în topuri | Poziții în topuri | Poziții în topuri | Poziții în topuri | Album           |
| An   | Single                                           | SPA               | SPA Download      | SPA Airplay       | SWE               | FRA               | FRA Download      | FRA Club          | BEL               | RUS               | POL               | EUR               | Album           |
| ---- | ------------------------------------------------ | ----------------- | ----------------- | ----------------- | ----------------- | ----------------- | ----------------- | ----------------- | ----------------- | ----------------- | ----------------- | ----------------- | --------------- |
| 2006 | "No Debería" (cu Antonio Romero)                 | —                 | —                 | —                 | —                 | —                 | —                 | —                 | —                 | —                 | —                 | —                 | Antonio Romero  |
| 2006 | "Fruto Prohibido" (cu Santa Fe)                  | —                 | —                 | —                 | —                 | —                 | —                 | —                 | —                 | —                 | —                 | —                 | Fruto Prohibido |
| 2008 | "Tonight We Ride/No Digas Que No" (cu Kate Ryan) | —                 | —                 | —                 | —                 | —                 | —                 | —                 | —                 | —                 | —                 | —                 | Free            |
| 2014 | "You And I" (cu Marien Baker)                    | —                 | —                 | —                 | —                 | —                 | —                 | —                 | —                 | —                 | —                 | —                 |                 |